# 竹内靖夫
竹内 靖夫（たけうち やすお、1955年〈昭和30年〉2月25日 - ）は、日本のフリーアナウンサー、元・文化放送アナウンサー。2015年の定年退職以降も嘱託として5年間文化放送に籍を置いていた。
新潟県上越市出身。神奈川県横浜市在住。血液型A型。
愛称・通称はバンブー竹内で、マイクネームとすることもある。

## 来歴・人物
東洋大学社会学部卒業。心理学者を目指していたこともあったが、大学での専門科目が単位不足となって叶わず、定期的に収入があって尚且つ芸能人と仲良くなれそうな職業として、アナウンサーを目指すようになった。大学卒業後、1978年（昭和53年）に文化放送へ入社。同期入社のアナウンサーに扇一平（2015年7月定年退職）がいる。
文化放送が放送し、同じくフジサンケイグループのフジテレビが後援する「新宿音楽祭」の司会を、フリーに転身した先輩アナウンサーの梶原しげるから引き継いだ。文化放送時代の梶原と同様に、ラジオ局アナでありながらテレビ番組への出演も多く、同じく梶原から引き継いだ「全国高等学校クイズ選手権」（日本テレビ）のナレーションや、「花王ファミリースペシャル」（関西テレビ）のナレーションなども担当していた。
バンブー竹内を名乗る前の1980年代初頭には「ライト竹内」を名乗っていたこともあった。この愛称の名付け親は三遊亭楽太郎（後の六代目三遊亭円楽）であり、「軽い」性格だったことが由来。
伊東ゆかりの大ファンで、番組内で伊東のことを「ボクの伊東ゆかりさん」と表現する。仲間由紀恵のファンであることも告白している。
「日本を代表するアヴェレージゴルファー」を自ら名乗るほどのゴルフ好きで、2007年（平成19年）には人生初のホールインワンを達成した。その際、達成のお祝い品として、群馬県みなかみ町のたくみの里の関係者から、りんごの木をプレゼントされ、その年に実ったリンゴは、リスナープレゼントとして贈られた。
文化放送のアナウンサーとして「最も番組の最終回を多く迎えた男」や「尻拭いの竹ちゃん」と言われている。
2015年3月、文化放送を定年退職。正社員定年後も引き続き嘱託として文化放送に残り、文化放送アナウンサーの肩書で、毎週土・日曜の文化放送ニュースや、祝日の特別番組を担当してきたが、65歳を迎えた2020年3月を以て嘱託からも離れた。なお、後輩の野村邦丸と寺島尚正が定年退職後に契約しているセントラルミュージック（関連会社）には、嘱託期間満了後も加わっていない。

## 担当番組
- オセアン大洋建設 presents 林文子のトーク・パティオ（文化放送、2022年4月2日 - ）※林文子と共演。『横浜流儀』の実質後継番組。

## 過去の担当番組

### ラジオ
- 文化放送ニュース[4]
- お昼のニュース・パレード[1]
- ライオンリクエスト30・シブがき隊の俺たちマジだぜ![1]
- 竹内靖夫のどんどん土曜日（1986年度下半期）[1]
- 号外サタデー（1988年4月 - 1990年9月）
- 新宿音楽祭（司会・1992年 - 1994年）
- TOYOTA SUPER COUNTDOWN 50（1990年秋 - 1994年春）
- バンブー竹内（→バンブー・ささみぃ）のレディオX
- バンブー竹内のヒットナウ
- パジャマでバンブー
- 亜美とバンブーのサンデーアニメジョッキー
- 15はドキドキ ピンクコング（1987年度ナイターオフ）
- ライオン サウンドNO.17
  - Let it C-C-B（1988年 - 1989年）
  - 聖飢魔IIの電波帝国（1989年 - 1990年9月）
- 吉田照美のやる気MANMAN!（お助けマン担当）
- 歌謡&スポーツ'95（'96）（1995年4月スタート。演歌系番組だった）
- 全国歌謡ベストテン（1994年4月9日 - 1996年10月5日）
- バンブー竹内の遊々ミュージック
- ジャック・ニクラウス 勝利のゴルフ
- 竹内靖夫のイブニングギフト
- ラジオふるさと便（2008年度ナイターオフ）
- 竹内靖夫の電リク・ハローパーティー（2005年度ナイターオフ - 2009年7月）
- ミュージックギフト〜音楽・地球号（2000年4月9日 - 2013年3月29日）
- バンブー・涙子のそんぽのホント
- 玉川美沙 ハピリー - 「ハピリーワンダーランド」出題者（原則録音だが、たまに生出演）
- ビッグサウンズスペシャル
- バンブー竹内のSET UP!!（ - 2018年度。一部地方局における土・日曜ナイターの裏送り雨傘番組として放送）
- 母の詩20XX 〜母の日によせて〜（2010年 - 2020年）
- 横浜流儀（2014年4月 - 2022年3月。横浜市広報番組）
- 古本新之輔 ちゃぱらすかWOO!（2001年以降、不定期）
- ライバーハウス presents 真夜中無人島 → 明日笑顔にな〜れ（FMヨコハマ、2022年4月6日 - 2025年3月26日）※清水国明と共演。2023年5月3日に番組タイトルを変更。
- 真代&バンブー青春☆落書き帳（Tokyo Star Radio、2022年10月1日 - 2024年12月）※庄野真代と共演。

### テレビ
- 日本テレビ「全国高等学校クイズ選手権」（ナレーター・第11回／1991年～第14回／1994年）※「バンブー竹内」名義で、所属局名はクレジットなし。
- 関西テレビ「花王ファミリースペシャル」（ナレーター）※主に本名名義で、所属局名もクレジットされた。

### 映画
- 機動警察パトレイバー2 the Movie[5]